# 1905 aux échecs
| Années des échecs : 1902 - 1903 - 1904 - 1905 - 1906 - 1907 - 1908    |
| Décennies des échecs : 1870 - 1880 - 1890 - 1900 - 1910 - 1920 - 1930 |

Cet article présente les faits marquants de l'année 1905 aux échecs.

## Championnats nationaux
- Belgique : Edward Empson Middleton remporte un championnat, non officiel[1].
- Canada : Pas de championnat[2].
- Écosse : Dr. Ronald Cadell Macdonald remporte le championnat[3].

- Royaume-Uni de Grande-Bretagne et d'Irlande : Henry Atkins remporte le championnat[4].
- Empire russe : Pas de championnat[5],[Note 1].
- Suisse : Alfred Hänni remporte le championnat [6].

## Naissances
- Isaac Kashdan
- Mir Sultan Khan

## Nécrologie
- 12 janvier : James Mason
- 17 janvier : Wilhelm von Stamm (en)
- 12 avril : Charles Ranken (en)
- 11 septembre : Jules Arnous de Rivière
- 30 novembre : S. Lipschütz
- 1er décembre : George Brunton Fraser
- 3 décembre : John Bartlett (en)